# Brantôme en Périgord
Brantôme en Périgord község Franciaország Új-Aquitania régiójában, Dordogne megyében. Új községként előbb 2016. január 1-jén jött létre két korábbi község: Brantôme és Saint-Julien-de-Bourdeilles egyesítésével,
majd 2019. január 1-jén Cantillac, Eyvirat, La Gonterie-Boulouneix, Saint-Crépin-de-Richemont, Sencenac-Puy-de-Fourches és Valeuil korábbi községekkel egyesülve. Lakosainak száma 3748 fő (2022. január 1.).

## Népesség
| Lakosok száma | 3702 | 3688 | 3670 | 3694 | 3721 | 3748 |
|               | 2017 | 2018 | 2019 | 2020 | 2021 | 2022 |